# Affi
Affi là một đô thị ở tỉnh Verona trong vùng Venetocủa Ý, có cự ly khoảng 120 km về phía tây của Venice và khoảng 20 km về phía tây bắc của Verona. Tại thời điểm ngày 31 tháng 12 năm 2004, đô thị này có dân số 2.083 người và diện tích là 9,8 km².
Đô thị Affi có các frazioni (các đơn vị trực thuộc, chủ yếu là các làng) Affi and Incaffi e Caorsa. Incaffi là nơi sinh sống và qua đời của nhà vật lý người Ý Girolamo Fracastoro.
Affi giáp các đô thị: Bardolino, Cavaion Veronese, Costermano, và Rivoli Veronese.